# Жених без диплома
«Жених без диплома» — советский фильм 1961 года снятый на киностудии «Грузия-фильм» режиссёром Леваном Хотивари.

## Сюжет
Бичико — беспечный сельский парень, учиться он не хочет, его всё село считает бездельником, что очень огорчает его мать. Он влюбляется в Нани, отец которой слышать не хочет о женихе без диплома для своей дочери, и выбрал ей в женихи местного ветеринара. Бичико решает похитить Нани, но по недоразумению вместо девушки похищает её отца. Происходит комическая ситуация, которая, однако, разрешается для Бичико благополучно — в один из моментов Бичико оказывается спасителем отца возлюбленной, который понимает, что Бичико добрый и отзывчивый парень, и не против видеть его зятем.

## В ролях
- Коте Мгалоблишвили — Бичико
- Дудухана Церодзе — Кесария, мать Бичико
- Белла Мирианашвили — Нани
- Како Кванталиани — Варден, отец Нани
- Вахтанг Нинуа — Николоз, ветеринар
- Тенгиз Майсурадзе — Зураб, врач
- Додо Абашидзе — Додо
- Акакий Васадзе — Пармени, председатель колхоза
- Сандро Жоржолиани — Закире, дядя Бичико, столяр
- Генриетта Лежава — жена Закире
- Абессалом Лория — музыкант-тубист
- Занда Иоселиани — Кетеван, зоотехник
- Нодар Маргвелашвили — повар

## Критика
Фильм получил разгромную критику, рецензия под заголовком «На кого это рассчитано?..» в журнале «Советский экран» едко высмеяла фильм:

Пожалуй, после «Политого поливальщика» (выпуск Луи Люмьера, образца 1897 года) «Жених без диплома» делает известный шаг вперед. Можно сказать, шаг в неведомое. Быть может, впервые пинки и затрещины наравне с путейным переплясом Вардена принимают на себя прямую (не побоюсь этого слова) идейную нагрузку. Они бьют по цели. Залпами и в одиночку. Образно говоря, огнем сатиры клеймят и выжигают. Пережитки. Друг за другом.
..Ну что же, можно иронизировать, можно возмущаться, толковать о бессмыслице, примитиве, о вульгарном вкусе, о хороших, видимо, актёрах, которым здесь плохо приходится, и о том, что нельзя искажать действительность, даже в комедии, даже в эксцентрической. Можно обо всем этом говорить. Но просто разводишь руна кого же это рассчитано?..

А. Я. Зись писал, что как комедия фильм несостоятелен: в нём комедийное подменено старыми смешными штампами:

Кинокомедии Л. Хотивари «Жених без диплома» нельзя отказать в отсутствии множества трюков, комедийных штампов, действие которых «проверено» на публике, — один из героев фильма в нетрезвом состоянии принимает пятачок поросенка за личико любимой девушки, другой валяется в грязи, третьему товарищи-музыканты надевают на голову трубу и т. д. Физиологическую реакцию смеха картина вызывает, а подлинно смешного, комедийного в ней, собственно, и нет.
Фильм получил худшую — четвёртую категорию кинопроката и не был выпущен на всесоюзный экран.